# Zasphinctus obamai
Zasphinctus obamai (лат.) — вид мелких и слепых муравьёв рода Zasphinctus из подсемейства Dorylinae (Formicidae). Видовое название дано в честь 44-го президента США Барака Обамы.

## Распространение
Африка: Кения (Kakamega Forest, Западная провинция). Обнаружены в подстилочной слое первичного тропического дождевого леса под тутовым деревом Morus mesozygia на высотах от 1448 до 1650 метров над уровнем моря.

## Описание
Мелкие тёмно-коричневого цвета муравьи размером 2—3 мм (ноги и усики желтовато-коричневые), блестящие. Длина головы рабочих HL от 0,55 до 0,59 мм, ширина головы от 0,44 до 0,47 мм. У рабочих усики 12-члениковые, у самцов 13-члениковые, скапус короткий (длина скапуса от 0,26 до 0,31 мм). Глаза, оцелии и усиковые бороздки у рабочих отсутствуют. Нижнечелюстные и нижнегубные щупики 3-члениковые (формула щупиков 3,3). Жвалы с 4 или 5 зубцами на жевательном крае. Заднегрудка угловатая, но без проподеальных шипиков. На голенях средней и задней пары ног по одной гребенчатой шпоре. Тело покрыто многочисленными короткими волосками. Биология, а также половые особи (самки и самцы) остаются неизвестными.

## Систематика и этимология
Включён в состав рода Zasphinctus из подсемейства Dorylinae, представители которого ранее входили в состав рода Sphinctomyrmex подсемейства Cerapachyinae. Вид был впервые описан в 2017 году мирмекологом Франциско Хита Гарсиа (Okinawa Institute of Science and Technology Graduate University, Onna-son, Япония) вмесет с  Zasphinctus sarowiwai и Zasphinctus wilsoni. Вид был назван в честь 44-го президента США Барака Обамы, так как типовое местообитание нового таксона расположено недалеко от исторической родины американского политика в западной Кении.